# القوات المسلحة الفيجية

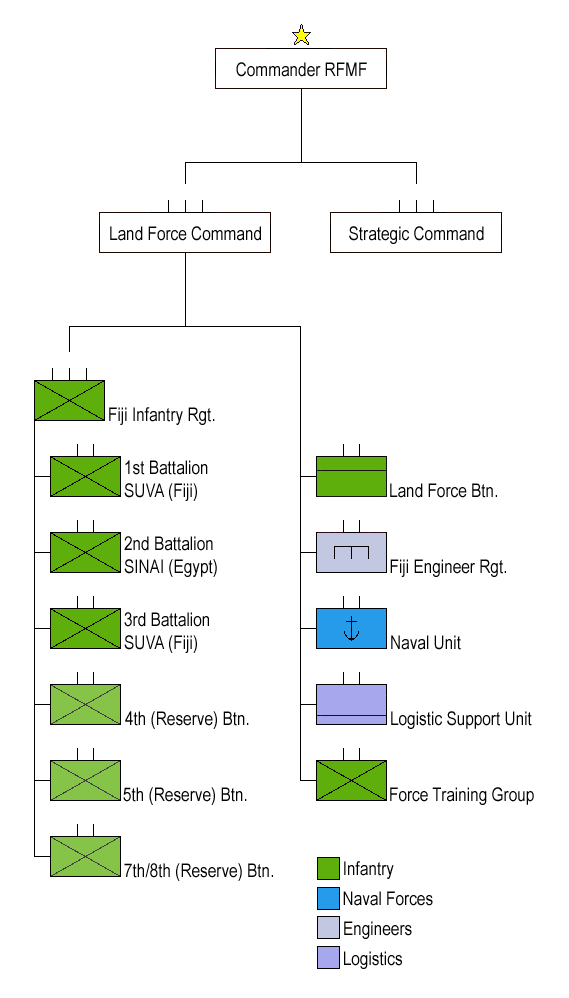
مخطط يوضح الهيكلية التنظيميَّة للقوات المسلحة الفيجيَّة

القوات المسلحة لجمهورية فيجي (بالإنجليزية: Republic of Fiji Military Forces، واختصاراً: RFMF) هي القوات المسلحة الخاصة بجمهورية فيجي الواقعة في المحيط الهادئ. يبلغ عدد أعضاء الوحدات النشطة في الجيش الفيجي نحو 3500 جندياً نشطاً بالإضافة إلى نحو 6000 فرداً من أفراد قوات الاحتياط، وهو ما يجعل الجيش الفيجي أحد أصغر الجيوش على مستوى العالم، ولكن هذا يظل بالرغم من حقيقة عدم امتلاك معظم الدول الجزريَّة المحيطة بفيجي في هذه المنطقة من العالم لأي جيوش على الإطلاق.
بالنسبة لبلد من حجمها فإن فيجي تمتلك قوات مسلحة كبيرة نسبياً حيث ساهمت بشكل رئيسي في عمليات الأمم المتحدة لحفظ السلام في أنحاء مختلفة من العالم، ويمثل العائد الذي تدرّه مهمات حفظ السلام هذه مصدر دخل هام للبلاد.
تنقسم القوات البريَّة الفيجيَّة إلى ستة كتائب مشاة وكتيبة هندسيَّة واحدة يبلغ مجموع أفرادها جميعاً إلى نحو 6000 فرد احتياط. كان هناك في السابق قوة خاصة وحيدة في فيجي تعرف باسم الوحدة الحربيَّة الثوريَّة المضادة نشطت خلال الفترة الممتدة من عام 1987 حتى حلّها في عام 2000 بسبب تمرد بعض أفرادها.
سرت العادة على توظيف أول كتيبتين نظاميتين من فوج مشاة القوات المسلحة الفيجية إلى الخارج ضمن مهمات حفظ السلام في أنحاء مختلفة من العالم. فمثلاً أسهمت الكتيبة الأولى في بعثات حفظ السلام التابعة للأمم المتحدة في كل من تيمور الشرقية ولبنان وسوريا والعراق. أمَّا الكتيبة الثانية فأسهمت في السابق في سيناء ضمن بعثة القوة متعددة الجنسيات والمراقبون. وبالنسبة للكتيبة الثالثة فهي متمركزة في العاصمة سوفا، في حين ينتشر أفراد الكتيبتين المتبقيتين في باقي أنحاء الجزر التي تتألف منها البلاد.

## الرتب المعتمدة
تتبع القوات المسلحة الفيجيَّة تقسيم رتب يستند على التقليد العسكري البريطاني كالآتي:
- لواء
- عميد
- قائد
- عقيد
- مقدم
- قائد
- عميد بحري
- كابتن
- رائد
- رقيب

## التدخل السياسي
للقوات المسلحة الفيجيَّة تاريخ حافل بالتدخلات السياسيَّة؛ فقد شارك جنود من الجيش في التدبير لانقلابين خلال عام 1987، ودبَّرت القوات المسلحة لانقلاب مضاد في عام 2000 سعياً لسحق الانقلاب المدني الذي نظَّمه رجل الأعمال جورج سبايت. خيَّمت التوترات متصاعدة الحدة على العلاقات بين القوات المسلحة وحكومة رئيس الوزراء لايسينيا كاراسيه حيث عارضت القوات المسلحة بشدة الخطط التي وضعتها الحكومة لإنشاء لجنة بصلاحيات تخولها من تعويض ضحايا الانقلاب وإصدار إعفاءات للمتورطين فيه. اعتبرت القوات المسلحة أن الإعفاء عن الجنود الذين دبَّروا لاضطرابات عام 2000 من شأنه الإخلال بنزاهة واستقامة القوات المسلحة.
دعا زعيم المعارضة ماهيندرا تشودهري في 4 أغسطس عام 2005 إلى إدخال المزيد من الفيجيين من ذوي الأصول الهنديَّة في صفوف القوات المسلحة حيث كانت نسبة الفيجيين الهنود في الجيش تقل عن الواحد بالمئة. فمثلاً بلغ عدد الفيجيين الهنود في الجيش 15 عضواً بدوام كامل فقط وهذا من أصل 3527 عضواً اعتباراً من شهر أكتوبر من عام 2007.

## وصلات خارجية
- الموقع الرسمي